# Hanife Gashi
Hanife Gashi (* 1968, SFRJ) ist eine Schriftstellerin.

## Leben
Hanife Gashi wurde 1968 in der damals zur jugoslawischen Teilrepublik Serbien gehörenden autonomen Provinz Kosovo geboren, die heute die Republik Kosovo ist. Nach einer Zwangsheirat im Kosovo mit einem Mann aus einem Nachbardorf kam sie 1989 mit ihrem Ehemann und ihrer ersten Tochter Ulerika nach Deutschland. Als Ulerika 16 war und sich in einen albanischen Jungen verliebte, ohne dass es der Vater erlaubte, tötete der Vater das Mädchen. Hanife Gashi erzählt in ihrem Buch ihre Lebensgeschichte, die von ihrer Zwangsheirat und dem Ehrenmord an ihrer Tochter geprägt ist.

## Werke
- Mein Schmerz trägt Deinen Namen. Ein Ehrenmord in Deutschland. Rowohlt Berlin Verlag, Reinbek 2005, ISBN 349802499X